# Castrul roman de la Moldova Nouă
Castrul roman este situat pe teritoriul localității Moldova Nouă, județul Caraș-Severin.